# Urani 234
L'urani 234 (234U o U-234) és un isòtop de l'urani. En urani natural i en mena d'urani, l'urani 234 ocorre com un producte de desintegració indirecte de l'urani 238, però tan sols consisteix en el 0,0055% (55 parts per milió) de l'urani brut perquè el seu període de semidesintegració és de "tan sols" 245.500 anys o, cosa que és el mateix, 1/18.000 cops la vida de l'urani 238. El camí de producció de l'urani 234 via la desintegració nuclear és el següent: l'urani 238 emet una partícula alfa per esdevenir tori 234 (Th-234); a continuació, amb una breu semivida, el núclid Th-234 emet una partícula beta per esdevenir protoactini 234 (Pa-234); finalment, el núclid Pa-234 emet una altra partícula beta per esdevenir urani 234.
Els núclids d'urani 234 solen durar centenars de milers d'anys, però llavors es desintegren per emissió alfa cap a tori 230, excepte un petit percentatge que sofreixen fissió espontània.